# 砂山ビーチ

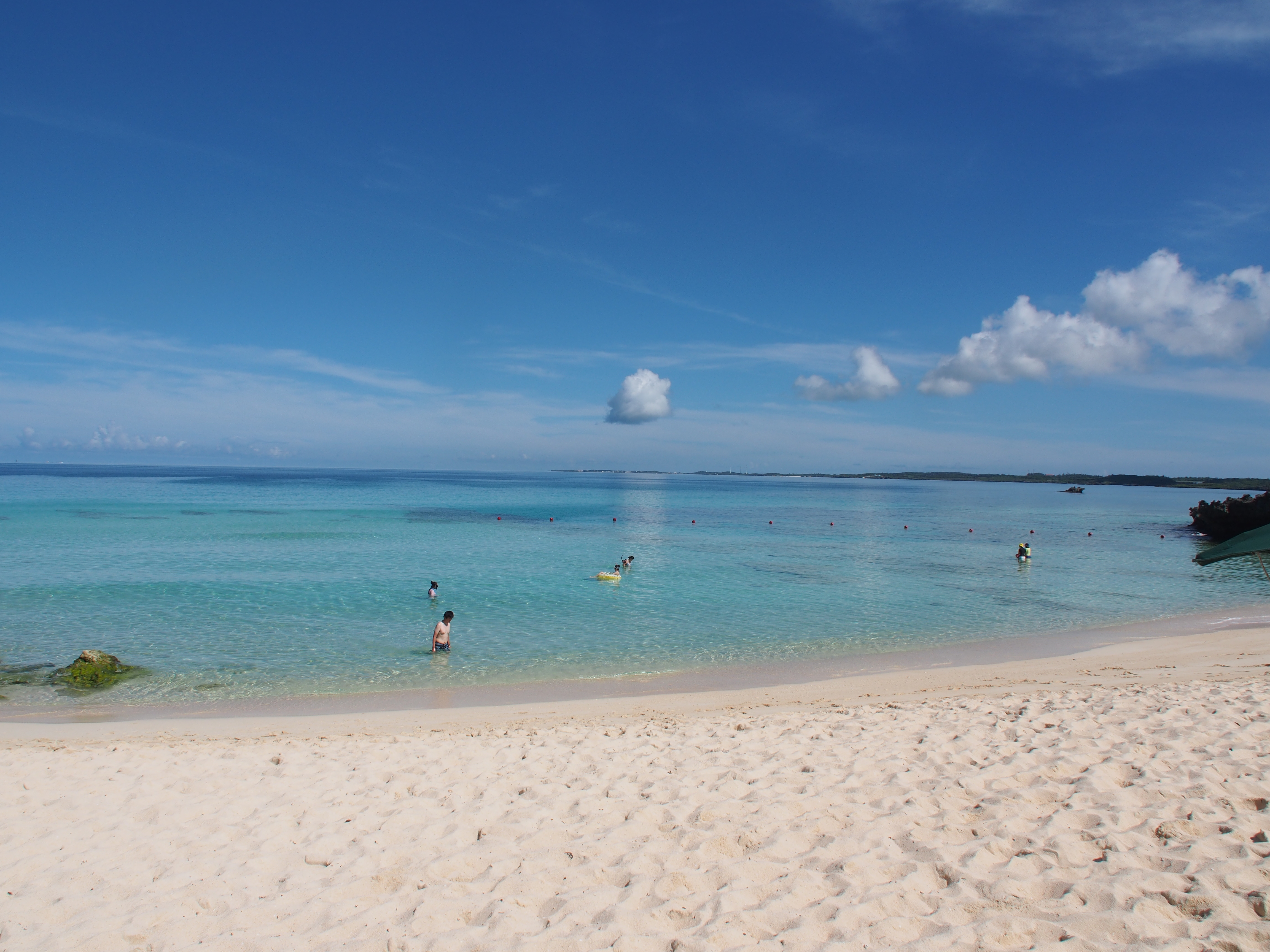
砂山ビーチ 砂浜（2014年撮影）

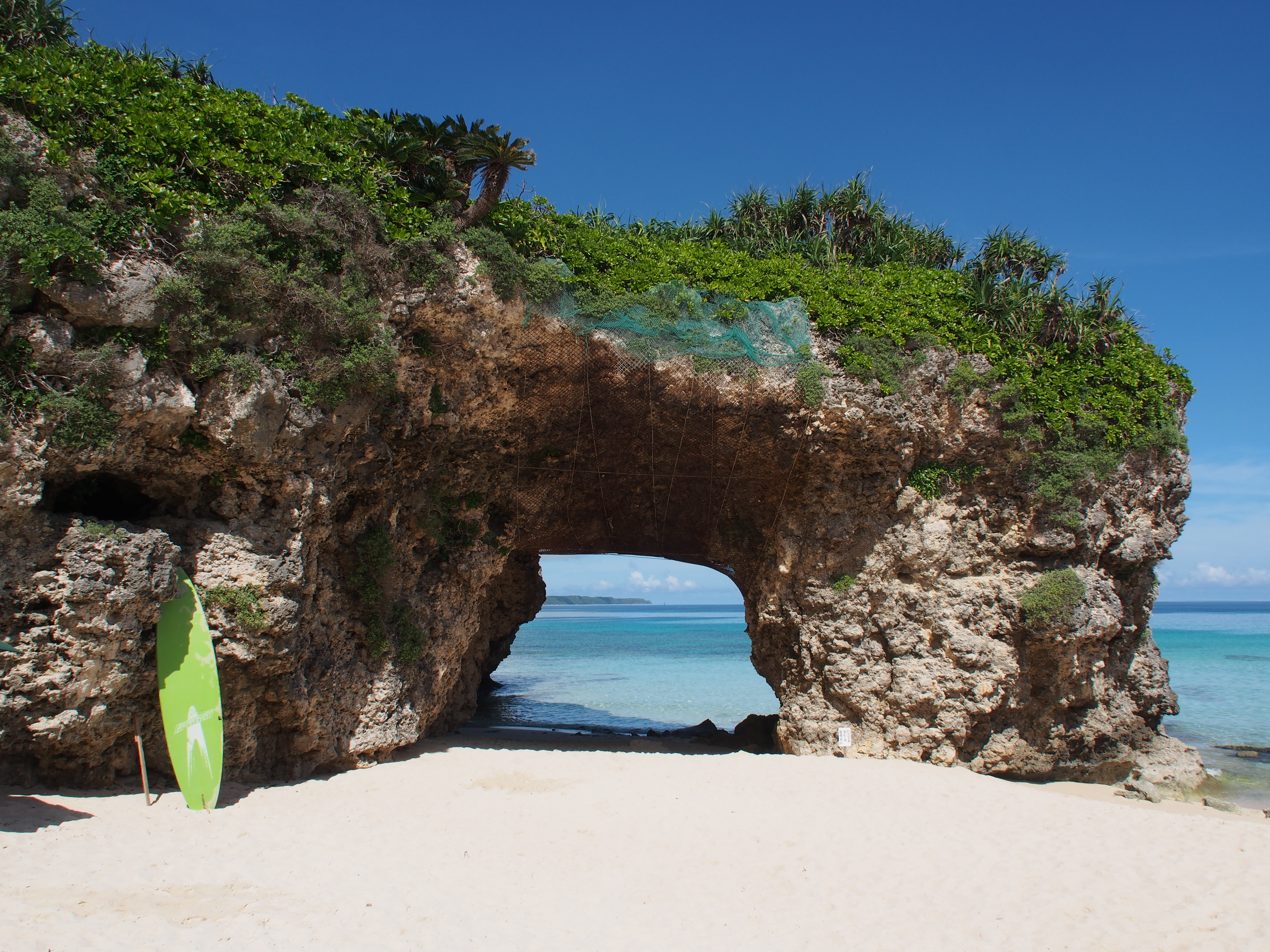
砂山ビーチ 岩のアーチ（2014年撮影）

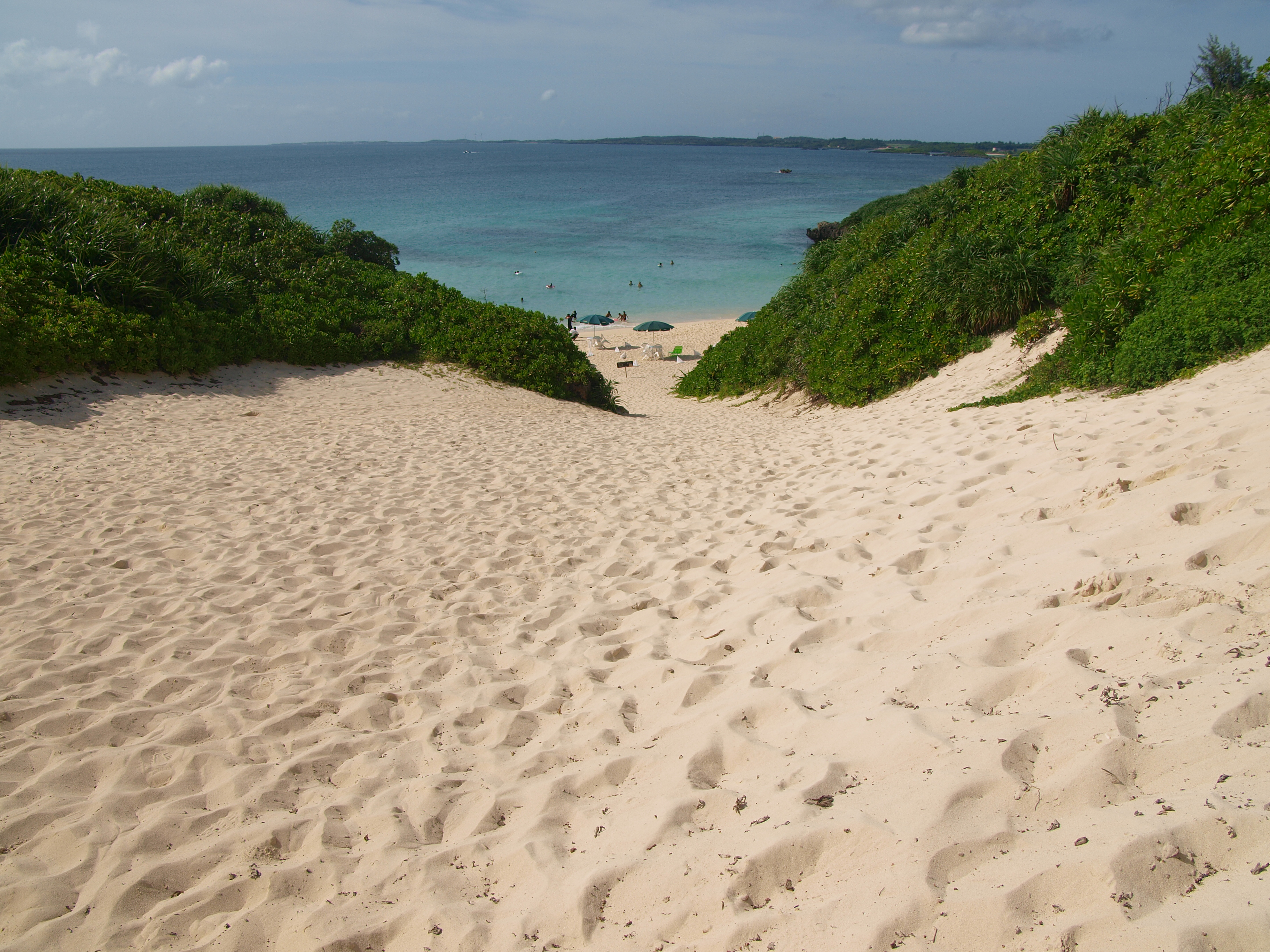
砂山ビーチ 丘からの眺め（2009年撮影）

砂山ビーチ（すなやまビーチ）は、沖縄県宮古島市の宮古島にある砂浜である。

## 概要
宮古島の西岸にある白砂の海岸で、砂に覆われた丘（砂山）の先にある砂浜であることから砂山ビーチと呼ばれる。砂浜の延長は短いが、背後に迫る砂山に加え、砂浜の左手には天然の岩のアーチがあり、独特の景観を呈する。
岩のアーチは波の浸食によって形成されたもので、宮古島観光の象徴的な存在である。従来から落石が見られたため、アーチの上側を金網で覆っていた。この金網が劣化したため調査を行った結果、金網では不十分と判断され2018年度にも支柱で支える工事を行うことが検討されたが、その後、実施は見送られており、落石や崩落の危険があるため2018年10月上旬から岩の手前に防護柵を設けて周辺は立入禁止とされている。今後の対策は具体化しておらず、立入禁止は当面継続される見込みである。

## 施設
砂山の手前（陸側）には、無料の駐車場、更衣所・シャワー・トイレ等が整備されているが、ビーチからはやや離れている。公的に指定された海水浴場ではなく、監視員やライフセーバーは置かれていない。
夏季には業者がレジャー用品のレンタル等の営業を行っているが、2019年（平成31年）4月からは条例による許認可制度が導入され、ライフセーバーの配置等の条件を満たした事業所のみに、活動範囲を仕切って営業が認可される予定である。

## 評価
トリップアドバイザーによる2019年（令和元年）の「日本のベストビーチ トップ10」で2位に選ばれた。また、2018年（平成30年）に4位、2017年（平成29年）に7位に選ばれている。2016年（平成28年）にトリップアドバイザーが発表した「トラベラーズチョイス世界のベストビーチ2016」の日本国内のランキングでは10位であった。

## 事故
2014年（平成26年）には、死亡事故2件が相次いで起こり、遊泳していた観光客計4人が亡くなっている。事故発生時にはいずれも波浪注意報が発令中であった。また、2000年（平成12年）には沖合40mでイタチザメによる死亡事故が起きており、2016年（平成28年）にも海岸から5mほどのところで体長2-3mのサメが目撃されている。

## リゾート開発
砂山ビーチ周辺では旧ダイエー系企業によるリゾート開発の計画があったが、ダイエーの経営悪化によって頓挫。事業を継承した開発業者は2005年（平成17年）に会社更生手続を受け、それを支援した企業も2008年（平成20年）に民事再生手続を受けており、リゾート計画はその後進展していない。